# Claggain River
Der Claggain River ist ein Fluss auf der schottischen Hebrideninsel Islay. Er entsteht als Abfluss des Loch a’ Mhuilinn-ghaoithe an den Hängen des Beinn Bheigeir.

## Beschreibung
Der Claggain River fließt zunächst dem Tal Glen Leora folgend in südöstlicher Richtung und nimmt dabei mehrere Bäche auf. Nach etwa sechs Kilometern schwenkt der Lauf des Claggain River dann in östliche Richtung ab. Der Fluss mündet schließlich nach einem Lauf von 7,28 Kilometern in die Claggain Bay.
Der Claggain River verläuft durch die hügeligen, dünnbesiedelten Gegenden im Südosten der Insel. Auf seinem Lauf passiert er keine Siedlung. Kurz vor der Mündung quert ihn die Verlängerung der A846, die Ardbeg mit Ardtalla verbindet. Kurz vor der Mündung befindet sich möglicherweise ein Stehender Stein an den Ufern des Claggain River.